# Alexander von Marées
Alexander von Marées (* vor 1851; † unbekannt) war ein anhaltischer Dichter und Kammerherr. Er wurde durch das Anhaltlied, welches er dichtete, weit über Anhalt bekannt.

## Leben
Seit mindestens 1851 war von Marées als Forstmeister im Wörlitzer Revier und als Kammerjunker in Anhalt tätig. Bis 1867 zog er nach Zerbst und wurde Kammerherr. Er war bis 1867 mit dem Ritterkreuz I. Klasse des Hausordens Albrechts des Bären und dem Ritterkreuz I. Klasse des Sachsen-Ernestinischen Hausorden ausgezeichnet.

## Werke
(Quelle: )
- "Anhalt du schönes Land"
- "Anhalt, Anhalt mein Vaterland"